# F-07C
Windows 7 ケータイ F-07Cは、富士通によって開発された、NTTドコモの第3世代移動通信システム（FOMA）端末である。従来のFOMA端末用OS（MOAP(S)・Symbian OS）とパソコン用のOSであるWindows 7 Home Premiumの2つのOSが搭載されている。キャッチコピーは「パソコンが手のひらサイズに！」。
スマートフォンのような外観だが、前述の通りOSにWindows 7 Home Premiumを採用しており、スマートフォン向けのモバイルオペレーティングシステムを搭載していないため、ドコモのラインナップではドコモ スマートフォンとdocomo PRO seriesのいずれにも属さないコンセプトモデルとなった。

## 概要
富士通のモバイルノートパソコンブランドであるFMV LOOXブランドを冠した、OSにWindows 7 Home Premiumを搭載した端末である。また前述の通り、従来のFOMA端末用のOS（MOAP(S)・Symbian OS）がWindowsとは別に搭載されており、それぞれを切り替えて利用することができる。スマートフォン向けのWindowsとしてWindows Phone 7があるが、それとは異なるパソコン用のOSが搭載されている。
QWERTY配列のキーボードとトラックボールを備えた横スライド式となっている。液晶ディスプレイは4インチながら600×1024のSVGAと高画質であり、またマルチタッチに対応した静電容量式のタッチパネルも搭載されている。
OSは端末サイドの専用ボタンを押すことで切り替えることができる。ただしOSやCPUはそれぞれ独立しているため、iモードメールをWindows OSで見たり、Windowsで受信したメールをiモード用の画面で確認することはできない。ただしmicroSDなどは共有できるため、撮影した画像や動画、WordやExcelファイルなどは、microSDカードに保存しておけばどちらからでも閲覧編集することが可能となっている。
Windows起動中にiモードメールなどをバックグラウンドで受信した場合はランプの点灯で通知することができ、通話やエリアメールの着信があった場合は携帯モードが自動的に起動する。また携帯モード起動中はWindowsがスリープ状態となる。 

## Windows 7モード
Windows 7 Home Premium 32ビット版 Service Pack 1では機能としては、基本的にはPCと同等の機能を有しており、ブラウザにはInternet Explorer 9.0＋Microsoft Silverlightが搭載されているため、PCとまったく同等のサイトの閲覧が可能となる。それに加えMicrosoft Office Personal 2010（2年間ライセンス版）がプリインストールされているため、PCと同等のWordやExcelを利用することができる。その他様々なWindows 7用のアプリケーションをインストールし利用することが可能となる。ストレージにはハードディスクではなく、フラッシュメモリー32GBを利用できるほか、microSDHCカード32GBも利用できるため、最大で64GBまでストレージとして利用することができる（なお、microSDスロットはmicroSDXCにも対応している構造であり、動作保証外であるが使用可能なものもある）。
操作はスライド式のQWERTYキーボードやトラックボール、及びタッチパネルで操作をすることが可能となるが、別売りのHDMI端子とUSB端子4つを搭載したクレードルに端末を指すことで、USBを利用したマウスやキーボード、外付けハードディスクやDVDドライブ等の外部ストレージを利用することができるほか、HDMI搭載のディスプレーやテレビに画像を映すことができる。
通信機能としては、FOMAハイスピードでの利用はもちろん可能であるが、その際はiモードとは別に、mopera U等のFOMAハイスピード対応のプロバイダーとの契約が必要となる。また通話やiモードは利用せず、Windowsだけしか利用しない場合は定額データプランで利用することが可能となる。
その他通信機能として、Wi-Fi機能も搭載されており、IEEE802.11b/g/nでの接続が可能となるため、最大65Mbpsの高速通信も利用可能となる。ただし3GとWi-Fiの同時利用はできないため、WiFiテザリングなどは利用できない。
またBluetoothや赤外線も搭載されているが、これらの機能はWindowsモードでは利用できない。また、GPSも携帯電話モードでないと利用できない。
PCモード時の動作時間は、約2時間としている。
Windowsモードの場合カメラは内側カメラのみ利用可能で、TVチャットなどに利用することも可能となるが、メインカメラは携帯モードでないと利用ができない。
DVDドライブ共有機能が搭載されており、無線LANを経由して別のパソコンのDVDドライブを利用することができ、ソフトウェアのインストールなどを行うことができる。

### プリインストールアプリケーション（Windows）
ファイル編集
- Microsoft Office Personal 2010（2年間ライセンス版）
  - Microsoft Word 2010
  - Microsoft Excel 2010
  - Microsoft Outlook 2010 Eメール、予定、住所録

インターネット・Eメール
- Windows Internet Explorer 9
- Microsoft Silverlight
- Adobe Flash Player
- Acrobat Reader - PDFファイル表示
- ノートン インターネット セキュリティ 2011
- i-フィルター 6.0
- Windows Live
- Windows Live Writer
- Windows Live Messenger

便利ソフト
- タッチコンソール
- twifar ガジェット -　Twitter／Facebook／RSSの情報を表示
- メールチェックガジェット - 新着メールチェック
- カレンダーガジェット - 予定の確認・入力・編集
- MSN & Windows Live ガジェット
- ドコモコネクションマネージャ

AV機能
- Windows Media Player 12
- Windows フォト ギャラリー - 画像の編集・加工
- Windows ムービー メーカー - 動画の編集・加工

辞書・辞典
- 電子辞書
- 明鏡国語辞典MX
- ジーニアス英和・和英辞典MX（2種）
- 新漢語林MX
- 三省堂デイリー3か国語辞典（6種）
- 三省堂デイリー3か国語会話辞典（4種）
- 学研パーソナル統合辞典（4種） 国語・英和・和英・漢字の統合辞典

ユーティリティ
- アップデートナビ
- マイリカバリ
- ソフトウェアディスク検索 - ソフトウェアインストールツール。
- DVDドライブ共有機能設定
- テレビ出力ユーティリティ
- microSDカード制御ユーティリティ
- システム状態表示

## 携帯モード
携帯モードで利用する際でも、QWERTYキーボードやトラックボール、タッチパネルで操作を行うことができる。また同時期に発売されるdocomo PRIME series F-09Cと同様、ほとんどの操作をタッチパネルで行うことができる。携帯モードの機能としてはiモード端末そのものであり、iモードサイトの閲覧、iモードメール、iアプリ、おサイフケータイ、テレビ電話、2in1、GPSなどが利用できる。ただしワンセグ 機能は搭載されていない。
カメラ機能なども、同時期に発売された機種のなかでは画素数などは低いほうではあるが、自動顔検出AF、露出補正、局所コントラスト補正、スマイルショット、美肌＋ひとみ強調モード個人を探してピントを合わす、サーチミーフォーカス、トリプルブレガード、などと様々な機能が利用できる。
また富士通ブランドの機種ならではの機能として「スーパーはっきりボイス3」や「ジャイロセンサー」、加速度センサーを利用した歩数計、エクササイズカウンター機能が搭載されているほか、内側カメラに指をあてるだけで脈拍を計れるパルスチェッカー他の健康アプリなどが搭載されている。
また富士通ブランドのお家芸ともいえるセキュリティー機能として、任意に登録した人からのメールや通話の着信を隠しフォルダに格納し、本人以外見ることのできないプライバシーモードや置き忘れセンサーなども搭載されている。
通信機能としては、FOMAハイスピードが利用可能となるが、Windowsモードで利用できたWi-Fi通信は携帯電話モードでは利用できない。ただしBluetoothや赤外線は利用可能となっている。
その他に1372種類のデコメ絵文字がプリインストールされている。

### プリインストールアプリ（携帯モード)
| - MUSICアプリ - 地図アプリ - DCMX クレジットアプリ - iD 設定アプリ - マクドナルド トクするアプリ - E★エブリスタアプリ - 楽オク☆アプリ - i Bodymo - お天気アプリ - かざす請求書 - ドコモ料金案内 - いつもNAVI〔海外〕 - iCタグリーダー - モバイルSuica登録用アプリ - FOMA通信環境確認アプリ - ブックビューアコミック体験 - 電子マネー「nanaco」 | - ゴールドポイントカード - ビックポイント機能付きケータイ - モバイルAMCアプリ - iアバターメーカー - Start！ウィジェット - 今の為替と株価 - iWウォッチ - おサイフケータイWebプラグイン - ヘルスチェッカー - モバイルGoogleマップ - TETRIS 1to3 for F - フライハイトクラウディア - タッチDEゲームパック - ロジックパズルF - Voiceshelf for F - ＠Fケータイ応援団INFO |

その他dマーケットなどから様々なアプリケーションをダウンロードし、インストールが可能となる。

## 機能
| 主な対応サービス                   | 主な対応サービス                                                    | 主な対応サービス                       | 主な対応サービス                                 |
| ---------------------------------- | ------------------------------------------------------------------- | -------------------------------------- | ------------------------------------------------ |
| タッチパネル                       | FOMAハイスピード7.2Mbps(受信)5.7Mbps（送信）                        | Bluetooth                              | DCMX／おサイフケータイ                           |
| iアプリオンライン／地図アプリ      | 直感ゲーム／メガiアプリ                                             | iウィジェット                          | マチキャラ／iコンシェル                          |
| ホームU／ポケットU                 | GPS／オートGPS／ケータイお探し／海外GPS                             | デコメール／デコメ絵文字／デコメアニメ | iチャネル                                        |
| 着もじ                             | テレビ電話／キャラ電                                                | ケータイデータお預かりサービス         | フルブラウザ                                     |
| おまかせロック／バイオ認証         | 外部メモリーへiモードコンテンツ移行／ユーザーデータ一括バックアップ | トルカ                                 | iC通信／iCお引越しサービス                       |
| きせかえツール／ダイレクトメニュー | バーコードリーダ／名刺リーダ                                        | 2in1                                   | エリアメール／ソフトウェアーアップデート自動更新 |
| GSM／3Gローミング（WORLD WING）    | 着うたフル／うた・ホーダイ                                          | Music&Videoチャネル／ビデオクリップ    | デジタルオーディオプレーヤー(AAC)(WMA)           |

## 歴史
- 2011年3月22日 - 技術基準適合証明（TELEC）通過。
- 2011年4月28日 - 米国連邦通信委員会（FCC）通過。
- 2011年5月16日 - 発表。
- 2011年7月21日 - 予約受付開始。
- 2011年7月23日 - 発売開始。